# Jesús Loroño
Jesús Loroño Arteaga (* 10. Januar 1926 in Larrabezúa, Spanien; † 12. August 1998 ebenda) war ein spanischer Radrennfahrer.

## Karriere
Loroño war von 1947 bis 1962 Profi. Sein bedeutendster Sieg war der Gewinn des Gesamtklassements der Vuelta a España, nachdem er ein Jahr zuvor noch Gesamtzweiter geworden war. Bemerkenswert ist ebenfalls sein Etappensieg bei der Tour de France 1953, bei der er die Bergwertung für sich entscheiden konnte.

## Wichtigste Erfolge
1953
- eine Etappe und Bergwertung Tour de France

1954
- Spanischer Meister im Bergrennen

1957
- Gesamtwertung eine Etappe Vuelta a España

1958
- eine Etappe Vuelta a España